# ورم غدي عرقي حليمي
ورم غدي عرقي حليمي (بالإنجليزية: Papillary hidradenoma)‏ هو ورم مفرد حميدي يصيب النساء، ويتميز بتكونه على كيسي حطاطي، وعقدة مقيدة بشكل حاد ويتكون من ظهارة تشبه الغدد المفترزة يتواجد عادة على الشفرين الكبيرين أو الطيات بين الطفيليات، ولكن غالبًا ما يتم الخلط سريريًا بينه وبين سرطان الفرج بسبب ميلها إلى التقرحات.